# سرخس پشمین
سرخس پشمین (نام علمی: Cibotium barometz) نام یک گونه از سرده کیبوتیوم است.